# 米索基县 (密歇根州)
米索基县（英語：Missaukee County）是美國密歇根州下半島西北部的一個縣。面積1,486 平方公里。根據美國2000年人口普查，共有人口14,478人。縣治萊克城 。
成立於1840年4月1日，縣政府成立於1871年3月11日。縣名紀念一位渥太華族酋長Mesauke （可能是missi「大」和aukee「土地」的合成詞）。。